# 브랜든 앨런 하디스티

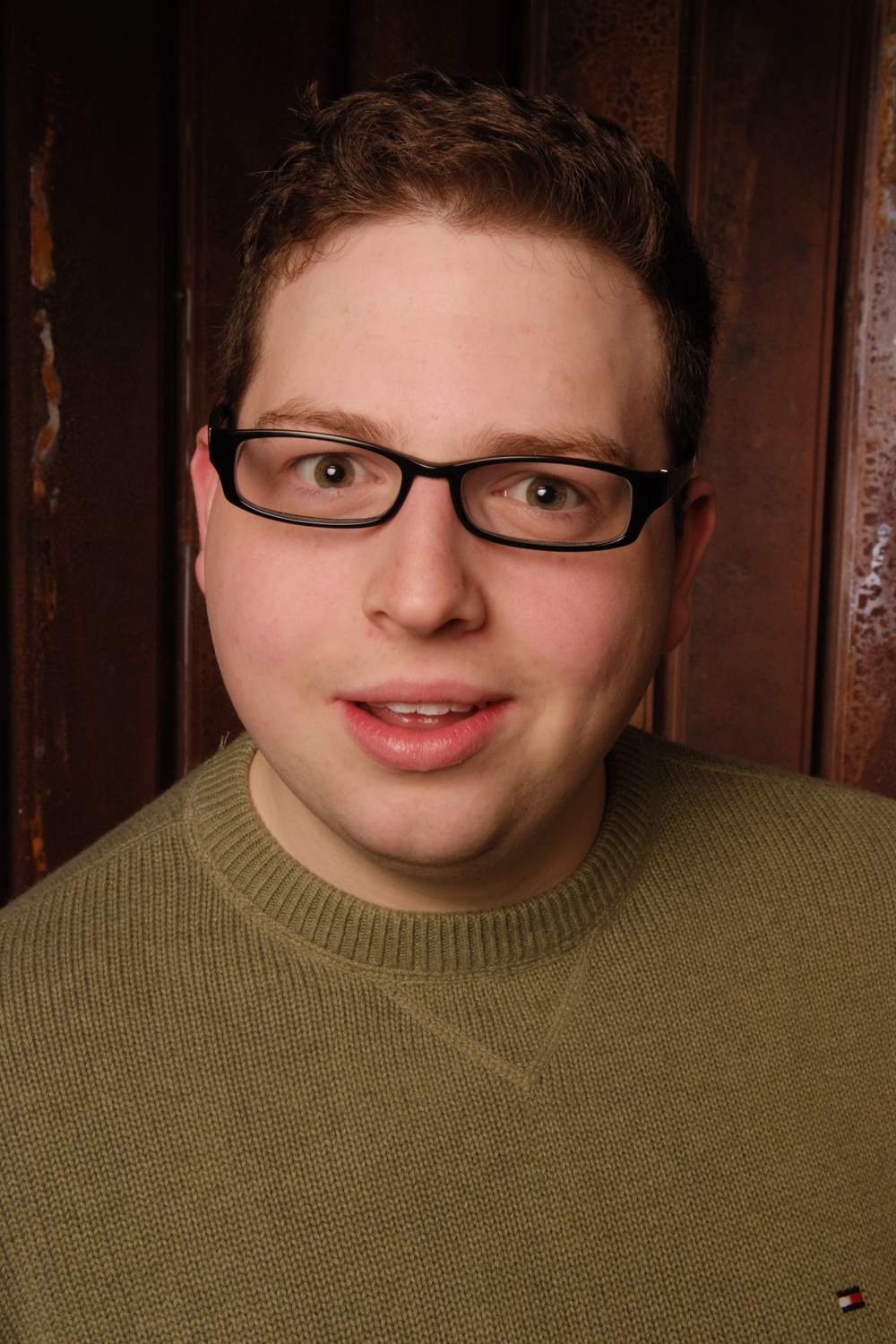
2008년 모습

브랜든 앨런 하디스티(Brandon Allan Hardesty, 1987년 4월 13일 ~ )는 미국의 코미디 연기자이자 배우이다. 하디스티 독창적인 코미디 동영상은 물론 영화 장면을 "기묘하게" 재현하여 모든 역할을 직접 연주하는 동영상을 게시한다. 빌리지 보이스 작가 줄리언 디벨(Julian Dibbell)은 자신의 작품을 "최고의 웹 문화"라고 불렀다.

## 작품
- 2009: 아메리칸 파이 7: 사랑의 금서
- 2011: 버키 라슨: 나도 스타다
- 2012: 사우스 파크
- 2013: 세븐미니츠
- 2014: 스콜피온 킹: 더 로스트 스론